# Seddon Atkinson

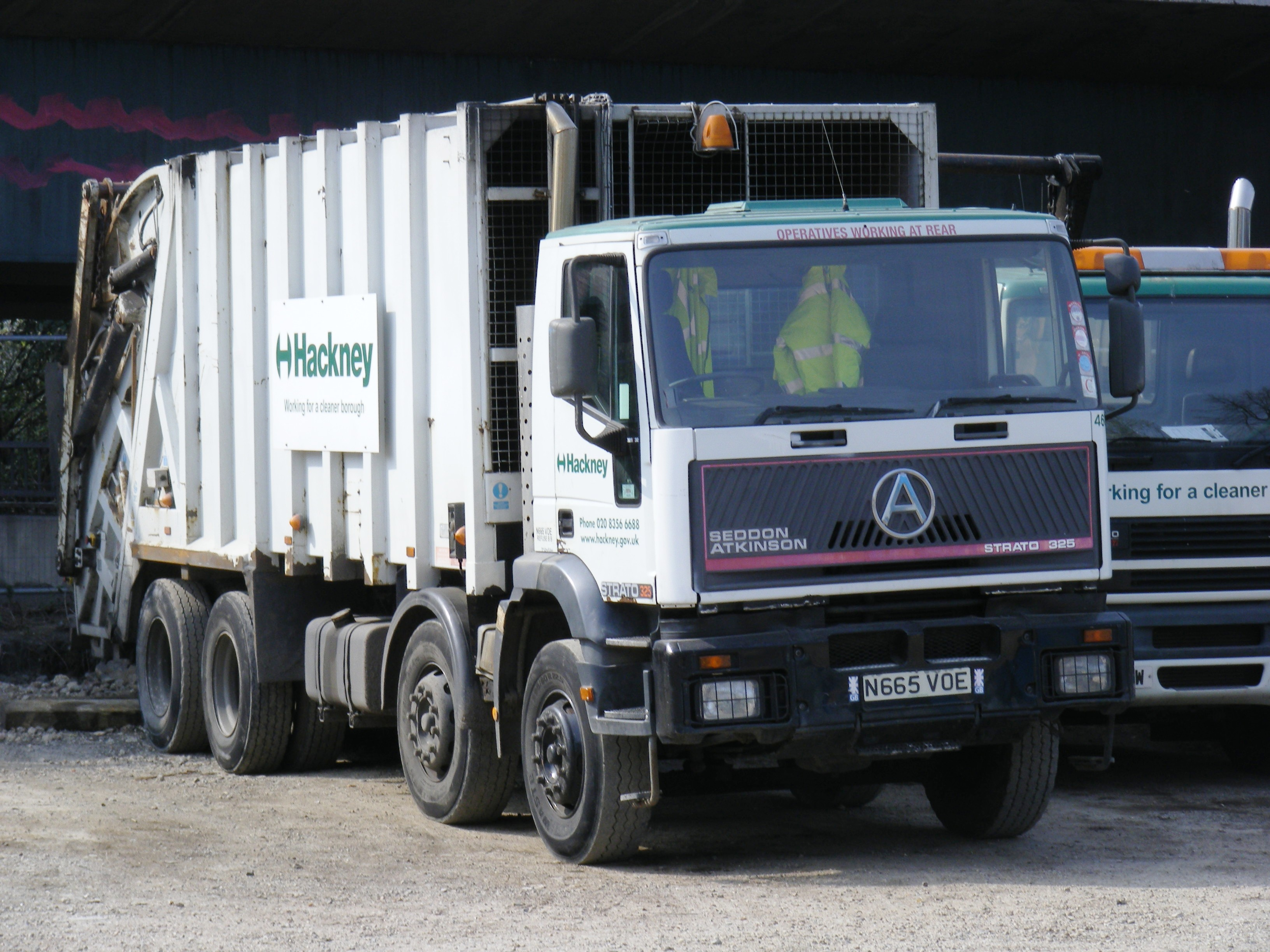
Seddon Atkinson Strato 325

Seddon Atkinson war ein britischer Nutzfahrzeughersteller aus Oldham. Die Fertigung in Großbritannien wurde 2004 aufgegeben, die unter der Marke Seddon Atkinson vertriebenen Fahrzeuge wurden ab diesem Zeitpunkt bis zur Einstellung der Marke 2006 in Spanien gefertigt.
Seddon Atkinson entstand 1970, als die Seddon Diesel Vehicles Ltd das Unternehmen Atkinson Vehicles übernahm. 1974 wurde das Unternehmen von International Harvester (IHC) erworben. Das Unternehmen behielt das Logo von Atkinson, ein großes A im Kreis, als Erkennungszeichen bei. 1986 wurde Seddon Atkinson von der spanischen ENASA, diese wiederum 1992 von Iveco übernommen.
Mit der Serie 400 stellte das Unternehmen die erste neuentwickelte Modellreihe vor. Sie umfasste Zwei-, Drei- und Vierachser und eine zweiachsige Sattelzugmaschine. Mit diesen Fahrzeugen deckte Seddon Atkinson den Bereich der schweren Lkw ab. Als Motoren kamen meist Dieselmotoren von Gardner zum Einsatz. Die Fahrzeuge dieser Serie besaßen kippbare Fahrerhäuser. Im Jahr 1976 folgte die Serie 200, die für Nutzlasten bis maximal 17 tons ausgelegt war. Die Zweiachser wurden mit unterschiedlichen Radständen angeboten. Als Motor kam der D358, ein Dieselmotor von International Harvester, zum Einsatz. Die Serie 300, die Dreiachser mit zulässigen Gesamtgewichten bis 24 tons umfasste, zielte ab 1978 auf das Marktsegment der mittelschweren Lkw.
Ab 1982 wurden die genannten Baureihen durch die Serien 201, 301 und 401 abgelöst. Die Fahrzeuge blieben bis Mitte der 1980er Jahre im Produktionsprogramm und wurden einer ständigen Modellpflege unterzogen. Bereits Ende 1981 wurde die auf Atkinson zurückgehende Fertigungsstätte in Walton-le-Dale aufgegeben.
Der 2-11 ersetzte ab 1986 den 201. Die Zwei- und Dreiachser deckten in Ausführungen mit verschiedenen Radständen das Nutzlastspektrum von 16 bis 24 tons ab. Das Führerhaus wurde von der Motor Panels Ltd. aus Coventry zugeliefert. Standard war ein Perkins-Phaser-Dieselmotor, der auch mit Abgasturbolader angeboten wurde. Das Chassis fand im Vereinigten Königreich eine weite Verbreitung als Fahrgestell für Müllfahrzeuge, die meist von Britannia Trucks hergestellt wurden. Ebenfalls 1986 wurden die Serien 301 und 401 durch die überarbeiteten 3-11 und 4-11 abgelöst.
Ab 1993 wurden Motoren und Kabinen aus dem normalen Iveco-Programm verwendet. Es kamen aber auch Cummins-Motoren zum Einsatz. Auch wurden für den kommunalen Einsatz LKW mit tiefergesetzter Kabine produziert (Müllwagen).